# دورك رحمان (شليل)
دورك رحمان (بالفارسية: دورک رحمان) هي قرية تقع في إيران في قسم شلیل الريفي. يقدر عدد سكانها بـ 112 نسمة .